# Paul Henreid
Paul Henreid (Paul Georg Julius Hernried Freiherr von Wassel-Waldingau: Trieste, actual Italia, 10 de enero de 1908-Santa Mónica, California, 29 de marzo de 1992) fue un actor y director de cine y televisión. Solía aparecer en algunas películas como Paul von Hernreid o Paul von Hernried. Seguramente su papel más destacado fue en la película Casablanca, en la que interpretó al jefe de la resistencia antinazi Victor Laszlo.

## Biografía y carrera
Henreid era hijo de un aristocrático banquero vienés; nació en la localidad turística de Trieste, entonces perteneciente al Imperio austrohúngaro y luego anexionada a Italia.
Se formó como actor de teatro en Viena y debutó en escena bajo las órdenes de Max Reinhardt. Comenzó su carrera en el cine en los años 30, actuando en películas alemanas, pero dejó Austria para marcharse a Gran Bretaña donde siguió su carrera, hasta que con el estallido de la Segunda Guerra Mundial temió que fuese deportado o detenido. Sin embargo, Conrad Veidt medió por él y le fue permitido permanecer libre en Inglaterra. 
En 1939, Henreid marcha a Hollywood para realizar un pequeño papel en la primera versión de Adiós, Mr Chips de Sam Wood, y en 1942 aparece en sus dos películas más importantes. Una es Now, Voyager (La extraña pasajera) de Irving Rapper, donde trabaja con Bette Davis y Claude Rains, donde protagoniza una famosa escena en la que enciende dos cigarrillos en la boca, uno para él y otro para ella. La otra película es la hoy legendaria Casablanca de Michael Curtiz, interpretando a Victor Laszlo, el heroico líder de la resistencia Antinazi.
En 1946, Henreid adquiere la nacionalidad estadounidense.
Paul Henreid apareció en películas con regularidad durante las décadas de los cuarenta y cincuenta. Sus interpretaciones más destacadas de estos años son Piratas del Caribe (The Spanish Main, 1945) de Frank Borzage y con Maureen O'Hara de compañera de reparto, Of Human Bondage de Edmund Goulding (1946), Canción de amor (Song of Love, 1947) de Clarence Brown con Katharine Hepburn y donde interpreta a Robert Schumann, Sirena de Bagdad (Siren of Bagdad, 1953) de Richard Quine, Never So Few con Frank Sinatra y Gina Lollobrigida, y Los cuatro jinetes del Apocalipsis (Four Horsemen of the Apocalypse, 1961) de Vincente Minnelli, basado en la novela de Vicente Blasco Ibáñez y donde interpretaba un rol muy parecido al que realizara en Casablanca. 
A partir de los años cincuenta además de su carrera como actor, comienza a dirigir películas tanto para el cine como para la televisión. De las más de una treintena de películas que dirigió cabe destacar Dead Ringer, de 1964 con Bette Davis, Karl Malden y Peter Lawford, donde la hija del director (Monika) realizó un pequeño papel. También dirigió para la televisión algunos episodios de Alfred Hitchcock presenta, Maverick, Bonanza y The Big Valley.
En 1969, participó en una adaptación de La loca de Chaillot, y en 1977 en Exorcista II: el hereje, secuela del exitoso film de William Friedkin, que fracasó en taquilla pese a un extenso reparto que incluía a Richard Burton y otras estrellas de Hollywood. 
Paul Henreid falleció el 29 de marzo de 1992 en Santa Mónica, a causa de una neumonía. Está enterrado en el cementerio de Woodlawn en Santa Mónica, California.
Henreid tiene dos estrellas en el paseo de la fama de Hollywood: una por el cine (6366 Hollywood Boulevard) y otra por televisión (1722 Vine Street).

## Películas (como actor)
- Joan of Paris (1942)
- La extraña pasajera (1942)
- Casablanca (1942)
- The Conspirators (1944)
- Between Two Worlds (1944)
- In Our Time (1944)
- The Spanish Main (1945)
- Engaño (1946)
- Of Human Bondage (1946)
- Devotion (1946)
- Melodía inmortal (1947)
- La cicatriz (Hollow Triumph) (1948)
- Last of the Buccaneers (1950)
- So Young So Bad (1950)
- The Schumann Story (1950)
- Dans la vie tout s'arrange (1952)
- A Stolen Face (1952)
- Thief of Damascus (1952)
- Pardon My French (1952)
- For Men Only (1952)
- Siren of Bagdad (1953)
- Mantrap (1953)
- Deep in My Heart (1954)
- Dieses Lied bleibt bei Dir (1954)
- Pirates of Tripoli (1955)
- Ten Thousand Bedrooms (1957)
- Never So Few (1959)
- Holiday for Lovers (1959)
- Operation Crossbow (1965)
- La loca de Chaillot (1969)
- Exorcista II: el hereje (1977)